# Kärrkavle
Kärrkavle (Alopecurus geniculatus) är en växtart i familjen gräs.